# Elon Lages Lima
Elon Lages Lima (Maceió, 9 de julho de 1929 – Rio de Janeiro, 7 de maio de 2017) foi um matemático, pesquisador e professor universitário brasileiro. 
Comendador e grande oficial da Ordem Nacional do Mérito Científico e membro titular da Academia Brasileira de Ciências, Elon foi professor do Instituto de Matemática Pura e Aplicada. Ganhou duas vezes o Prêmio Jabuti da Câmara Brasileira do Livro. Recebeu do Ministério da Educação o Prêmio Anísio Teixeira.

## Biografia
Elon nasceu na capital alagoana em 1929. Era filho de Manoel de Albuquerque Lima e Adelaide Lages Lima. O interesse por matemática surgiu no antigo ginásio, com o professor Benedito de Morais. Aos 17 anos, ingressou na Escola Preparatória de Fortaleza. Em seguida, deu aulas de matemática no Ginásio Farias Brito, e depois no Colégio Estadual do Ceará, em cujo corpo docente foi admitido por concurso no qual obteve o primeiro lugar, aos 19 anos.
Fez dois anos de licenciatura em matemática na Faculdade Católica de Filosofia do Ceará, mas ao receber uma bolsa de estudos do CNPq, transferiu-se em 1952 para a Universidade do Brasil, a atual Universidade Federal do Rio de Janeiro, onde obteve o bacharelado em matemática em dezembro de 1953. Tinha acabado de se transferir para o Rio de Janeiro quando presenciou a fundação do Instituto de Matemática Pura e Aplicada (IMPA).
Por influência do professor Leopoldo Nachbin, se interessou e passou a estudar a área de análise funcional. Em 1954, ingressou na Universidade de Chicago, onde obteve o mestrado (1955) e o doutorado (1958) na área de topologia algébrica, sob a orientação de Edwin Henry Spanier. Em sua tese introduziu a noção de espectro de espaço topológico, que hoje se constitui uma das ideias fundamentais para a pesquisa na área.

## Carreira
De volta ao Brasil, ingressou como professor no IMPA, tendo sido professor visitante na Universidade Federal do Ceará, onde ajudou a organizar a licenciatura, o bacharelado e posteriormente a pós-graduação em matemática da instituição. Em reconhecimento à sua contribuição a universidade lhe concedeu o título de Professor Honoris Causa, em 1989.
Entre 1962 e 1964, com uma Bolsa Guggenheim, este no Institute for Advanced Study, da Universidade de Princeton e depois na Universidade de Columbia, em Nova Iorque, onde obteve importantes resultados na área de topologia diferencial. De volta ao Brasil, teve atuação importante na fase inicial da elaboração da Universidade de Brasília, que não foi para frente por motivos políticos. Junto da maioria dos professores daquela universidade, pediu demissão de seu cargo, em 1965, partindo logo em seguida para os Estados Unidos.
Retornou ao país em 1968, de volta para o IMPA, tendo sido vice-diretor da instituição e diretor em três ocasiões (1969-1971; 1979-1980; 1989-1993). Foi autor de 24 livros na área de matemática, além de ter criado as coleções “Projeto Euclides” e “Coleção Matemática Universitária”, mantidas pelo IMPA e dirigidas por ele, bem como a escrever vários artigos expositórios na “Revista do Professor de Matemática” e na “Matemática Universitária”, publicadas pela Sociedade Brasileira de Matemática, da qual foi presidente de 1973 a 1975.
Seus trabalhos de pesquisa envolviam topologia diferencial, topologia algébrica, e geometria diferencial. Seu estilo matemático foi fortemente influenciado pelo de Bourbaki.
Coordenou o projeto IMPA-VITAE que, de 1990 a 1995, realizou cursos de aperfeiçoamento para professores de matemática em onze cidades de oito estados brasileiros. Tal projeto constituiu o modelo no qual se basearam os convênios que a CAPES firmou em nove estados, inclusive o Rio de Janeiro. A partir de 1996, coordenou o PAPMEM, sucessor do IMPA-VITAE, até 2013, quando deixou o programa devido à idade avançada.
Além da Universidade Federal do Ceará (UFC), é Professor Honoris Causa da Universidade Federal da Bahia (UFBA), da Universidade Estadual de Campinas (Unicamp), da Universidade de Brasília (UnB) e da Pontifícia Universidade Católica do Peru (PUCP), Doutor Honoris Causa pela Universidade Federal de Alagoas (UFAL), pela Universidade Federal do Amazonas (UFAM) e pela Universidad Nacional de Ingeniería (UNI).
Ganhou duas vezes o Prêmio Jabuti da Câmara Brasileira do Livro pelos livros Espaços Métricos e Álgebra Linear, e recebeu o prêmio Anísio Teixeira do Ministério da Educação. Foi membro do Conselho Superior da FAPERJ de 1987 a 1991. Foi também membro do Conselho Nacional de Educação.
Em 2019, a Sociedade Brasileira de Matemática Aplicada e Computacional criou e concedeu o Prêmio Elon Lages Lima, em parceria com a Sociedade Brasileira de Matemática, com o o objetivo de valorizar obras escritas por autores brasileiros, ou que atuem profissionalmente no Brasil, dedicadas a temas nas diversas áreas da Matemática e Aplicações, na forma de monografias, textos introdutórios e, preferencialmente, livros-texto.

## Morte
Elon morreu em 7 de maio de 2017, no Rio de Janeiro, aos 87 anos, devido a uma parada cardíaca. Deixou a esposa e cinco filhas. Ele foi sepultado no Cemitério da Penitência, no Caju, na capital fluminense.

## Livros
- A Matemática do Ensino Médio, vols. 1, 2, 3 e 4 (em colaboração),[18]
- Álgebra Exterior,[19]
- Álgebra Linear,[20]
- Análise Real, vols. 1, 2 e 3
- Análise no Espaço Rn,[21]
- Áreas e Volumes
- Cálculo Tensorial,[22]
- Coordenadas no Espaço,[23]
- Coordenadas no Plano
- Curso de Análise, vols. 1 e 2
- Elementos de Topologia Geral,[24]
- Espaços Métricos,[25]
- Exame de Textos (em colaboração)
- Geometria Analítica e Álgebra Linear,[26]
- Grupo Fundamental e Espaços de Recobrimento,[27]
- Homologia Básica,[28]
- Introdução à Topologia Diferencial[29]
- Isometrias
- Logaritmos,[30]
- Matemática e Ensino
- Meu Professor de Matemática e Outras Histórias,[31]
- Medida e Forma em Geometria
- Números e Funções Reais,[32]
- Problemas e Soluções
- Temas e Problemas (em colaboração)
- Temas e Problemas Elementares (em colaboração)
- Teoria Global dos Mínimos e Máximos de uma Função Real
- Topologia dos Espaços Métricos,[33]
- Variedades Diferenciáveis,[34]